# Itzy
Le Itzy (있지?, IssjiLR) sono un gruppo musicale sudcoreano formatosi a Seul nel 2019. Il gruppo è composto da Yeji, Lia, Ryujin, Chaeryeong e Yuna, nato sotto la direzione della JYP Entertainment debuttando l'11 febbraio 2019, con il singolo It'z Different.

## Storia

### Prima del debutto
Chaeryeong è stata una concorrente del programma K-pop Star 3 nel 2013. Nel 2015, ha gareggiato nel survival show Sixteen, tuttavia, non è riuscita a diventare un membro delle Twice. Ryujin era una concorrente dello show, Mix Nine. Nel 2018, si è piazzata prima delle ragazze. Nella competizione finale dello show in cui si trovava tra una squadra di nove ragazzi e una squadra di nove ragazze, la squadra maschile vinse. Yeji era un concorrente su SBS's The Fan, ma è stata eliminata nell'episodio 5. Tutti i membri, compresa Yuna ma ad eccezione di Lia, sono apparsi nei reality show della Mnet.

### 2019: debutto conIt'z Different
Il 21 gennaio, la JYP Entertainment ha annunciato che avrebbe debuttato un nuovo gruppo femminile. Lo stesso giorno è stato creato l'account YouTube ufficiale del gruppo e il canale ufficiale dell'etichetta ha condiviso un trailer video che ha rivelato i cinque membri.
Il 12 febbraio, il gruppo pubblicò il loro album singolo di debutto, It'z Different, trainato dalla title track "Dalla Dalla". La canzone ha un suono EDM, house e hip hop, con i suoi testi potenti che vengono ben accolti dal pubblico. Il video musicale ha superato 14 milioni di visualizzazioni entro 24 ore dalla sua uscita.
Il 21 febbraio, nove giorni dopo il debutto del gruppo, ricevettero il loro primo premio musicale al programma M Countdown.
Il 29 luglio hanno pubblicato il loro EP di debutto intitolato It'z Icy, trainato dal brano principale 'Icy'.

### 2020: Stati Uniti Tour,It'z MeeNot Shy
Hanno iniziato l'anno con i loro showcase tour negli Stati Uniti, a partire dal 17 gennaio a Los Angeles.
Il 9 marzo 2020, pubblicarono il loro secondo EP, It'z Me con la title track Wannabe. L'album ha debuttato al numero 5 della classifica World Albums di Billboard ed è stata la migliore posizione del gruppo sulla classifica. Il 17 agosto 2020 viene pubblicato il terzo EP, Not Shy, trainato dall'omonimo brano apripista.

### 2021-2022:Guess Who,Crazy In Love,debutto in Giappone,Checkmatee tour mondiale
Nel 2021, pubblicano il quarto EP, Guess Who, trainato dalla traccia In The Morning. Il 24 settembre dello stesso anno, viene pubblicato il primo album in studio del gruppo, Crazy In Love, trainato dal brano "Loco". Il gruppo rilascerà il loro primo Best Album giapponese il 22 dicembre. L'11 aprile dell'anno successivo il gruppo rilascia il singolo giapponese 'Voltage'.
Il 15 luglio 2022 pubblicano il loro quinto EP, Checkmate, trainato dal brano Sneakers. La JYP annuncia nello stesso anno che le Itzy inizieranno il loro primo tour mondiale dal titolo Checkmate, in estate. I primi spettacoli si terranno a Seoul il 6 e 7 agosto.
Pubblicarono il loro secondo singolo giapponese Blah Blah Blah il 5 Ottobre e il loro primo singolo completamente in inglese Boys Like You il 21 Ottobre. Il 30 Novembre pubblicarono il loro sesto EP Chesire con l'omonimo singolo.

### 2023-2024:Kill My Doubt,Ringo,Born To Bee tour mondiale
Il 31 Luglio 2023, le Itzy rilasciarono il loro settimo EP Kill My Doubt con il singolo Cake. Prima della pubblicazione, fecero uscire video musicali per le canzoni tratte dall'album Bet On Me e None of My Business rispettivamente il 3 e il 24 Luglio. Il quintetto effettuò uno showcase al SK Olympic Handball Gymnasium supportando l'EP il giorno della pubblicazione. L'album, chiamato Ringo, fu pubblicato il 18 Ottobre.
Il 18 Settembre, la JYP Entertainment comunicò che Lia avrebbe preso una pausa dal gruppo per problemi d'ansia. L'8 Gennaio 2024, pubblicarono il loro secondo studio album, Born To Be, con il singolo Untouchable. L'album contiene le prime canzoni per ogni membro, ognuna scritta dal rispettivo membro, includendo Lia che durante il rilascio era ancora in pausa. Il 24 e il 25 Febbraio al Jamsil Indoor Stadium di Seul, iniziarono il secondo tour mondiale, il Born To Be World Tour.

## Formazione
- Yeji (예지, Hwang Ye-ji) – leader, voce, rap (2019-presente)[18]
- Lia (리아, Choi Ji-su) – voce (2019-presente)[19]
- Ryujin (류진, Shin Ryu-jin) – rap, voce (2019-presente)[20]
- Chaeryeong (채령, Lee Chae-ryeong) – voce, rap (2019-presente)[21]
- Yuna (유나, Shin Yu-na) – rap, voce (2019-presente)[22]

## Discografia

### Album in studio
- 2021 – Crazy in Love
- 2023 – Ringo

### Raccolte
- 2021 – It'z Itzy

## Filmografia

### Reality show
- Itzy? Itzy! (2019)
- I See Itzy (2019)
- It'z Playtime (2019)
- It'z Tourbook (2019)
- Paris et Itzy (2019)
- Itzy in Korea (2020)
- (CSI) Codename : Secret Itzy (2021)

## Tournée
- 2019/2020 - Itzy Premiere Showcase Tour "Itzy? Itzy!"

## Riconoscimenti
| Anno                        | Premio                                      | Ricevente     | Risultato       | Fonti         |
| --------------------------- | ------------------------------------------- | ------------- | --------------- | ------------- |
| Asia Artist Award           |                                             |               |                 |               |
| 2019                        | Rookie of the Year                          | Itzy          | Vincitore/trice | [ 23 ]        |
| 2019                        | Popularity Award – Singer                   | Itzy          | Candidato/a     | [ 23 ]        |
| 2019                        | StarNews Popularity Award – Female Group    | Itzy          | Candidato/a     | [ 23 ]        |
| Circle Chart Music Award    |                                             |               |                 |               |
| 2020                        | New Artist of the Year – Song               | Itzy          | Vincitore/trice | [ 24 ]        |
| 2020                        | New Artist of the Year – Album              | Itzy          | Candidato/a     | [ 24 ]        |
| 2020                        | Song of the Year – February                 | "Dalla Dalla" | Candidato/a     | [ 25 ]        |
| 2020                        | Song of the Year – July                     | "Icy"         | Candidato/a     | [ 25 ]        |
| Genie Music Award           |                                             |               |                 |               |
| 2019                        | The Top Artist                              | Itzy          | Candidato/a     | [ 26 ] [ 27 ] |
| 2019                        | The Female New Artist                       | Itzy          | Vincitore/trice | [ 26 ] [ 27 ] |
| 2019                        | Genie Music Popularity Award                | Itzy          | Candidato/a     | [ 26 ] [ 27 ] |
| 2019                        | Global Popularity Award                     | Itzy          | Candidato/a     | [ 26 ] [ 27 ] |
| Golden Disc Award           |                                             |               |                 |               |
| 2020                        | Digital Daesang                             | "Dalla Dalla" | Candidato/a     | [ 28 ] [ 29 ] |
| 2020                        | Digital Bonsang                             | "Dalla Dalla" | Vincitore/trice | [ 28 ] [ 29 ] |
| 2020                        | Rookie of the Year Award                    | Itzy          | Vincitore/trice | [ 28 ] [ 29 ] |
| 2020                        | Popularity Award                            | Itzy          | Candidato/a     | [ 28 ] [ 29 ] |
| 2020                        | NetEase Music Fans' Choice K-pop Star Award | Itzy          | Candidato/a     | [ 28 ] [ 29 ] |
| Korean Music Award          |                                             |               |                 |               |
| 2020                        | Best Pop Song                               | "Dalla Dalla" | In attesa       | [ 30 ]        |
| 2020                        | Rookie of the Year                          | Itzy          | In attesa       | [ 30 ]        |
| Melon Music Award           |                                             |               |                 |               |
| 2019                        | Top 10 Artists                              | Itzy          | Candidato/a     | [ 31 ] [ 32 ] |
| 2019                        | Best New Artist – Female                    | Itzy          | Vincitore/trice | [ 31 ] [ 32 ] |
| 2019                        | Best Song Award                             | "Dalla Dalla" | Candidato/a     | [ 31 ] [ 32 ] |
| 2019                        | Best Dance – Female                         | "Dalla Dalla" | Candidato/a     | [ 31 ] [ 32 ] |
| Mnet Asian Music Award      |                                             |               |                 |               |
| 2019                        | Artist of the Year                          | Itzy          | Candidato/a     | [ 33 ] [ 34 ] |
| 2019                        | Best New Female Artist                      | Itzy          | Vincitore/trice | [ 33 ] [ 34 ] |
| 2019                        | Worldwide Fans' Choice Top 10               | Itzy          | Candidato/a     | [ 33 ] [ 34 ] |
| 2019                        | 2019 Favorite Female Artist                 | Itzy          | Candidato/a     | [ 33 ] [ 34 ] |
| Seoul Music Award           |                                             |               |                 |               |
| 2020                        | New Artist Award                            | Itzy          | Vincitore/trice | [ 35 ]        |
| 2020                        | Popularity Award                            | Itzy          | Candidato/a     | [ 36 ]        |
| 2020                        | Hallyu Special Award                        | Itzy          | Candidato/a     | [ 36 ]        |
| 2020                        | QQ Music Most Popular K-Pop Artist Award    | Itzy          | Candidato/a     | [ 37 ]        |
| Soribada Best K-Music Award |                                             |               |                 |               |
| 2019                        | The Rookie Award                            | Itzy          | Vincitore/trice | [ 38 ] [ 39 ] |
| 2019                        | The Favorite Female Artist Award            | Itzy          | Candidato/a     | [ 38 ] [ 39 ] |
| Brand of the Year Award     |                                             |               |                 |               |
| 2019                        | Female Rookie Idol of the Year              | Itzy          | Vincitore/trice | [ 40 ]        |
| Korea First Brand Award     |                                             |               |                 |               |
| 2019                        | New Female Artist                           | Itzy          | Vincitore/trice | [ 41 ]        |
| Sports DongA Award          |                                             |               |                 |               |
| 2019                        | Idol Expected to Grow Well                  | Itzy          | Vincitore/trice | [ 42 ]        |
| V Live Award                |                                             |               |                 |               |
| 2019                        | The Most Loved Artist                       | Itzy          | Candidato/a     | [ 43 ] [ 44 ] |
| 2019                        | Global Rookie Top 5                         | Itzy          | Vincitore/trice | [ 43 ] [ 44 ] |
| MTV Europe Music Award      |                                             |               |                 |               |
| 2019                        | Best Korean Act                             | Itzy          | Candidato/a     | [ 45 ]        |

## Pubblicità
- Andar (2019)
- KIA Soul (2019)
- TVING (2019)
- MAC Cosmetici (2019)
- Lotte Duty Free (2019)
- Louis Vuitton (2019)
- Oreo (2019)
- 8X4 Airy Perfume Deo (2020)
- Maybelline New York (2021)
- Pokemon Trading Card (2022)
- Ultra Milk (2022)